# On-air look
On-air look (do inglês) é a criação de um conjunto de conceitos e peças gráficas que empacotam e dão identidade visual para um canal de televisão.
Exemplo de peças: vinhetas, logo, peças de retenção, peças de posicionamento e padrão de assinatura de chamadas.
As fases no processo de criação de um on-air look podem ser divididas entre conceituação e produção. Na primeira fase é onde a partir do briefing e pesquisa, os conceitos e storyboards das peças são criados. Na segunda etapa acontece a animação, sonorização e aplicação dos padrões de assinaturas nas peças que divulgarão a nova programação.